# Station Eichenberg
Station Eichenberg (Bahnhof Eichenberg) is een spoorwegstation in de Duitse plaats Eichenberg-Bahnhof, in de deelstaat Hessen. Het dorpje Eichenberg ligt ten westen van het station aan de andere zijde van de B 27.

## Geschiedenis
Het station ontstond bij de ingebruikname van de spoorlijn Halle - Hann. Münden op 13 maart 1872.
In 1876 werd het trajectdeel Niederhone - Eichenberg - Friedland (Han) van de spoorlijn Frankfurt - Göttingen geopend. Daarmee werd Eichenberg een spoorwegknooppunt. Om de waterscheidingen tussen de Fulda (rivier) en de Werra bij Cornberg en tussen de Werra en de Leine bij Eichenberg te overwinnen, waren er veel hellingen en vier tunnels nodig waardoor er een bochtig alignement ontstaat.
Op 15 december 1915 werd de 25 kilometer lange Gelstertalbahn van Velmeden via Großalmerode Ost naar Eichenberg geopend. In het goederenverkeer werd deze lijn voornamelijk gebruik voor het transport van bruinkool uit de Noord-Hessische bruinkolenstreek.
Na het einde van de Tweede Wereldoorlog werd Eichenberg een grensstation. Hier vonden de controles tussen de Britse en Amerikaanse bezettingszone plaats, op 1 november 1948 werden deze richting het noorden (Britse zone) opgeheven, een jaar lager ook richting het zuiden (Amerikaanse zone). Het treinverkeer tussen Eichenberg en Arenshausen was daarentegen stilgelegd. Een opening werd door de westelijke bezetters afgewezen, doordat station Eichenberg door de bestaande controles al overvol was. In het Verdrag van Helmstedt uit 1949 werd over de opening van de spoorlijn uiteindelijk besloten, maar is later nooit gerealiseerd. De sporen tussen Eichenberg en Arenshausen waren al in 1948 gedemonteerd.
Op 2 juni 1973 werd het reizigersverkeer op de Gelstertalbahn stilgelegd. Op 31 december 2001 werd ook het goederenverkeer van Eichenberg naar Witzenhausen Süd respectievelijk naar de papierfabriek beëindigd.
In 1989 werd de heropening van het trajectdeel Eichenberg - Arenshausen als een van de eerste onderbroken spoorlijnen overwogen. Al op 6 januari 1990 vonden de landmeetwerkzaamheden plaats. In Eichenberg werd het ongebruikte oostelijke perron (spoor 10 en 11) compleet vernieuwd en verlengd, de toegang tot de voetgangerstunnel werd opengemaakt. Ook werd in de lijn naar Hann. Münden een ongelijkvloerse aansluiting aangelegd, om het oost-westverkeer niet gelijkvloers te laten kruisen met het noord-zuidverkeer. Op 26 mei 1990 werd het nieuwe perron in gebruik genomen.
Treinen die reden tussen Nordhausen en Göttingen moesten ten zuiden van het station kopmaken, zodat er geen planmatige ritten waren tussen deze steden. Hiervoor werd de Eichenberger Kurve als verbinding tussen beide spoorlijn ten noorden van het station aangelegd en in 1998 in gebruik genomen. Hier rijdt de Regional-Express-trein van station Göttingen richting Erfurt Hbf, het station Eichenberg wordt niet aangedaan.

## Sporenplan

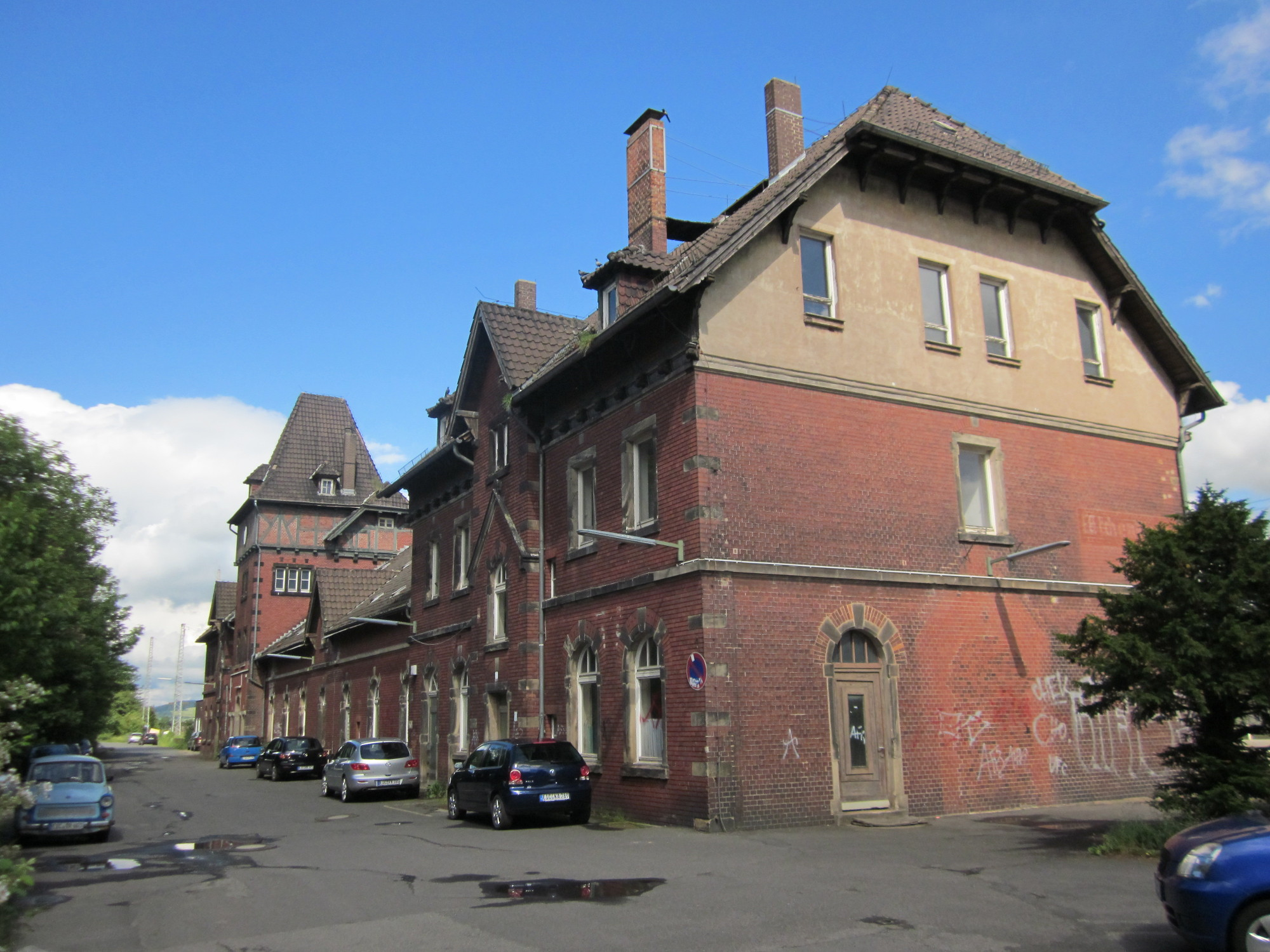
Stationsgebouw van Eichenberg in 2014

Het station Eichenberg heeft vandaag de dag nog een uitgebreid emplacement. Het reizigersverkeer wordt via zeven perronsporen afgewikkeld.
De nummering van de sporen begint aan de noordwestzijde bij het stationsgebouw.
- Spoor 1 is een doorrangspoor en ligt als huisperron direct bij het stationsgebouw. Het spoor wordt planmatig gebruikt door enkele treinen per dag die richting Kassel rijden;
- Spoor 2 is een doorrangspoor zonder perron en dient voor doorgaande goederen- en langeafstandstreinen;
- Spoor 3 deelt samen met spoor 4 een eilandperron. Tegenwoordig halteren hier de treinen van de cantus-lijnen R7 en R8 richting Kassel Hbf (R8) respectievelijk Eschwege/Bebra/Fulda (R7);
- Spoor 4 is een doorgangspoor en ligt aan het perron naast spoor 3. Tegenwoordig halteren hier de cantus-treinen richting Göttingen;
- Spoor 5 is een doorgangspoor en deelt met spoor 6 het middelste eilandperron. Deze wordt niet gebruikt doordat het perron wordt opgeknapt;
- Spoor 6 is een verdere doorgangspoor en ligt aan hetzelfde perron als spoor 5. Ook deze wordt door werkzaamheden niet gebruikt;
- Spoor 7 was een doorgangspoor zonder perron, welke tegenwoordig grotendeels met bosschages en kleinen bomen is overwoekerd;
- Spoor 8 is net als spoor 7 een overwoekerd spoor zonder perron;
- Spoor 9 is ook overwoekerd, net als spoor 7 en 8;
- Spoor 10 is een doorgangspoor en deelt met spoor 11 het buitenste eilandperron. Hier rijden de treinen richting Halle (Saale) Hbf respectievelijk Erfurt Hbf via Leinefelde en Nordhausen naar Kassel-Wilhelmshöhe;
- Spoor 11 is ook een doorgangspoor en ligt aan het uiterste eilandperron naast spoor 10. Hier rijden enkele regionale treinen richting Nordhausen, wanneer deze in Eichenberg beginnen of eindigen;
- Spoor 12 is een doorgangspoor zonder perron en wordt gebruikt door doorgaande goederen- en langeafstandstreinen richting Leinefelde en Nordhausen;
- Van spoor 12 takt er een kort kopspoor af, die niet regelmatig gebruikt wordt;
- Tussen spoor 12 en 13 lag tot de ombouw van het emplacement in 1990 een perron, die gebruikt werd door de treinen van de Gelstertalbahn.

De sporen 1 tot en met 6 sluiten in het noorden aan op de lijn richting Göttingen, de sporen 10 tot en met 12 op de lijn richting Leinefelde.
De perrons van station Eichenberg zijn alleen toegankelijk via een trap vanaf een voetgangerstunnel. Het bouwen van liften om het station toegankelijk te maken is gepland.

## Exploitatie
Het station Eichenberg is een knooppunt van de oude Noord-Zuidlijn (Frankfurt - Göttingen) en de Halle-Kasseler Eisenbahn (Halle - Hann. Münden). De volgende treinseries doen het station Eichenberg aan:
| Serie | Treinsoort                                        | Route | Bijzonderheden                |
| ----- | ------------------------------------------------- | --- | ----------------------------- |
| RE 2  | Regional-Express (DB Regio Südost)                | Kassel-Wilhelmshöhe – Hann. Münden – Eichenberg – Heilbad Heiligenstadt – Leinefelde – Bad Langensalza – Erfurt Hbf                                                                       | Eenmaal per twee uur          |
| RE 9  | Regional-Express (Abellio Rail Mitteldeutschland) | Kassel-Wilhelmshöhe – Hann. Münden – Eichenberg – Heilbad Heiligenstadt – Leinefelde – Wolkramshausen – Nordhausen – Sangerhausen – Lutherstadt Eisleben – Halle (Saale) Hbf – Bitterfeld | Eenmaal per twee uur          |
| R 7   | Regionalbahn (cantus)                             | Göttingen – Eichenberg – Eschwege – Bebra – Bad Hersfeld – Fulda | Enkele treinen van/naar Fulda |
| R 8   | Regionalbahn (cantus)                             | Göttingen – Eichenberg – Hann. Münden – Kassel Hbf |                               |

Het reizigersverkeer tussen Göttingen - Kassel en Göttingen - Bebra wordt sinds 2005 door cantus uitgevoerd. Richting Halle reden trek-duwtreinen met dubbeldeksrijtuigen en een locomotief van het type Baureihe 143, de dienst werd uitgevoerd door DB Regio Südost. Vanaf 13 december 2015 wordt deze lijn geëxploiteerd Abellio Rail Mitteldeutschland. De lijn naar Erfurt wordt vanaf december 2013 met dieseltreinstellen van het type Baureihe 642 door DB Regio Südost gereden, die de dienst overnam van Erfurter Bahn.

## Toekomst
Het station Eichenberg is niet barrièrevrij. Al lange tijd wordt het barrièrevrij maken van het station door de inwoners gewenst. Evenals het ombouwen van het station naar de situatie van voor 1954 wordt geopperd. Echter, tot nu toe is er nog niet meer dan een modernisering van het station bekend, het stationsgebouw werd in maart 2013 op een openbare veilig aangeboden. Tot medio maart 2014 waren de deuren en ramen van het stationsgebouw dichtgetimmerd.